# Goldshaw Booth
Goldshaw Booth – civil parish w Anglii, w Lancashire, w dystrykcie Pendle. W 2011 civil parish liczyła 248 mieszkańców. W obszar civil parish wchodzą także Newchurch in Pendle, Sabden Fold i Spenbrook.